# Lomtjärnen (Långseruds socken, Värmland)
Lomtjärnen är en sjö i Säffle kommun i Värmland och ingår i Göta älvs huvudavrinningsområde.